# Karlík
Karlík (en allemand : Karlik) est une commune du district de Prague-Ouest, dans la région de Bohême-Centrale, en République tchèque. Sa population s'élevait à 548 habitants en 2020.

## Géographie
Karlík se trouve à 2 km au nord-ouest de Dobřichovice et à 21 km au sud-ouest du centre de Prague.
La commune est limitée par Roblín au nord, par Vonoklasy au nord-est, par Dobřichovice à l'est et au sud, par Lety au sud-ouest, et par Mořinka à l'ouest.

## Histoire
La première mention écrite de la localité date de 1253.